# Pastinaca caroli-kochii
Pastinaca caroli-kochii är en flockblommig växtart som beskrevs av Koso-pol. Pastinaca caroli-kochii ingår i släktet palsternackor, och familjen flockblommiga växter. Inga underarter finns listade i Catalogue of Life.